# Urbanização no Paquistão
A urbanização no Paquistão tem aumentado desde a época da independência e tem várias causas diferentes. A maioria da população do sul do Paquistão vive ao longo do rio Indo. Karachi é a sua cidade mais populosa. Na metade norte do país, a maior parte da população vive em um arco formado pelas cidades de Lahore, Faisalabad, Rawalpindi, Islamabad, Gujranwala, Sialkot, Gujrat, Jhelum, Sargodha, Shekhupura, Nowshera, Mardan e Peshawar. Entre 1990 e 2008, os habitantes de áreas urbanas constituíram 36% da população do Paquistão, tornando-a a nação mais urbanizada no sul da Ásia. Além disso, 50% dos paquistaneses vivem em cidades com pelo menos 5.000 pessoas.

## Causas e consequências
A imigração, tanto dentro como fora do país, é considerada como um dos principais fatores que contribuíram para a urbanização no Paquistão. Uma análise do Censo do Paquistão de 1998 destacou a importância da independência do Paquistão em 1947 no contexto da compreensão da mudança urbana no Paquistão. Durante o período da independência, Muçulmanos Muhajirs da Índia migraram em grande número e mudaram para o Paquistão, especialmente para a cidade portuária de Karachi, que é hoje a maior metrópole do Paquistão.
A migração de outros países, principalmente os vizinhos, catalisou ainda mais o processo de urbanização das cidades paquistanesas. De particular interesse é a migração que ocorreu na sequência da guerra de independência de Bangladesh, em 1971, sob a forma de Biharis encalhados que foram transferidos para o Paquistão. Um número menor de imigrantes bengalis e birmaneses seguiu o exemplo muito mais tarde. A guerra soviética no Afeganistão nos anos 80 forçou milhões de refugiados afegãos a migrarem para o Paquistão, particularmente para as regiões do noroeste, próximo à fronteira entre o Afeganistão e Paquistão. Inevitavelmente, a rápida urbanização causada por esses grandes movimentos populacionais também trouxe novas complexidades políticas e socioeconômicas.
Além da imigração, eventos econômicos como a revolução verde e os desenvolvimentos políticos, entre uma série de outros fatores, são também causas importantes da urbanização.